# バーデン・パウエル
バーデン・パウエル（Baden Powell、本名・バーデン・パウエル・ヂ・アキーノ、1937年8月6日 - 2000年9月26日)は、20世紀のブラジル音楽を代表するギター奏者、作曲家である。リオデジャネイロ州のバレ＝サイ生まれ。名前は、ボーイスカウトの創始者、ロバート・ベーデン＝パウエル卿からとられた。ピアニストのフィリップ・バーデン・パウエル・ヂ・アキーノと、ギタリストのルイス・マルセル・パウエル・ヂ・アキーノは息子。
非常に技巧的なギター演奏をするギターの巨匠として知られており、特に、ヴィニシウス・ヂ・モライスとの共作であるアルバム『アフロ・サンバ』などの作品で知られる。

## 生涯
父親は靴屋であり、チューバ奏者であった。バーデンにはヴァイオリンを習わせていたが、4歳の頃、自らの意思でギターに転向。8歳の頃から正統派ブラジル古典音楽の教育を受け始める。10代の頃は、エスコーラ・ヂ・サンバ・エスタサォン・プリメイラ・チ・マンゲイラに所属し、また15歳でナイト・クラブで演奏を始めたりと、ギタリストとしての腕を上げていく。
19歳で作曲した「悲しみのサンバ (Samba Triste、サンバ・トリスチ)」がヒットし、一躍有名となる。アントニオ・カルロス・ジョビンなど多くのボサノヴァ・ミュージシャンたちとクラブでの共演を行っていた24歳の頃、ヴィニシウス・ヂ・モライスと出会う。モライスとは、アルバム『アフロ・サンバ』や、映画『男と女』のサウンドトラックの製作などで共作を持つ。
1967年にベルリンで開催されたギターワークショップでは、大御所バニー・ケッセルやジム・ホールを抑え、楽曲に対するその独特のアプローチと奏法で聴衆の度肝を抜き、その名がヨーロッパ中に知れ渡ることとなる。1970年代にはヨーロッパへ活動の拠点を移し、ヴィニシウス・ヂ・モライスと生み出した土着的宗教をテーマとする世界観やブラジル民謡、バッハなどクラシックを取り入れた作曲をさらに追求し、ボサノヴァの範疇に納まらないギター奏者として活躍する。また1970年と1971年には来日を果たしており、当時ギタリストを目指していた日本の若者に強烈な印象を与え、一大ブームを巻き起こした。この頃に影響を受け、その後も日本で活躍しているギタリストは少なくなく、その中でもバーデンの影響が演奏に顕著に見られる演奏家に佐藤正美等が挙げられる。バーデンはその後もヨーロッパを中心に活躍し、離婚、再婚、入院等を繰り返しながら、世界各地でコンサートを行なったりテレビ出演などをする。1970年代中盤から体調を崩し、1980年代中頃まで活動休止に近い状態になる。1983年にドイツのバーデン＝バーデンに移住し静養した後、1980年代終盤より活動を再開。1988年にはブラジルに帰国し、1990年代には再来日も果たし、再び精力的に音楽活動を行なった。
2000年9月26日、肺炎のためにリオデジャネイロで死去。
マリア・ベターニャ曰く「ヴィニシウス・ヂ・モライスとバーデンの出会いは、ボサノヴァを産んだヴィニシウス・ヂ・モライスとアントニオ・カルロス・ジョビンの出会いと同じくらいブラジル音楽にとって重要な意味を持つ」と語る。

## ディスコグラフィ

### リーダー・アルバム
- Apresentando Baden Powell e Seu Violão (1961年、Philips)
- Um Violão na Madrugada (1961年、Philips)
- 『ワン・ノート・サンバ〜バーデン・パウエル・スウィングス・ウィズ・ジミー・プラット』 - Baden Powell Swings with Jimmy Pratt (1963年、Elenco)
- 『ア・ヴォンタージ』 - À Vontade (1963年、Elenco)
- 『モンド・ミュージカル Vol.1』 - Le Monde Musical de Baden Powell (1964年、Barclay/United Artists) ※『Fresh Winds』として再発あり
- 『ビリー・ネンシオリ+バーデン・パウエル』 - Billy Nencioli + Baden Powell (1965年、Barclay/PolyGram) ※フランスの歌手と共演
- 『アフロ・サンバ』 - Os Afro Sambas de Baden e Vinicius (1966年、Forma) ※with ヴィニシウス・ヂ・モライス
- 『テンポ・フェリス』 - Tempo Feliz (1966年、Forma/Polygram)
- Ao Vivo no Teatro Santa Rosa (1966年、Elenco) ※ライブ
- 『トリステーザ・オン・ギター』 - Tristeza on Guitar (1966年、MPS/Saba)
- 『トリステーザ/バーデンパウエルの偉大な世界 第2集』 - O Som de Baden Powell (1968年、Elenco)
- Os Originais do Samba - Show / Recital (1968年、Philips) ※ライブ
- 『ポエマ・オン・ギター』 - Poema on Guitar (1968年、MPS/Saba)
- 『ブラジルの詩』 - 27 Horas de Estúdio (1969年、Elenco) ※『Aquarelles du Bresil』として再発（日本盤もこちらがベース）
- 『モンド・ミュージカル Vol.2』 - Le Monde Musical de Baden Powell, Vol. 2 (1969年、Barclay)
- 『オス・カントーレス・ダ・ラピーニャ』 - Os Cantores da Lapinha (1970年、Elenco) ※アズ・ムジカス・ヂ・バーデン・パウエル・イ・パウロ・セザール・ピニェイロ名義
- Baden Powell Quartet, Vols. 1-3 (1970年、Barclay) ※コンピレーション
- 『バーデン・パウエル・ライヴ・イン・ジャパン』 - Live in Japan (1971年、Barclay) ※ライブ
- 『カント・オン・ギター』 - Canto on Guitar (1971年、MPS/Saba)
- 『エチュード』 - Estudos (1971年、Elenco, MPS/BASF)
- 『知床旅上 / 花嫁』 - Shiretokoryojou - Hanayome (1971年、Canyon)
- 『バーデン・パウエル・オン・ステージ』 - Baden Powell On Stage (1971年、Canyon)
- 『孤独』 - Solitude on Guitar (1971年、CBS)
- 『イメージズ・オン・ギター』 - Images on Guitar (1973年、MPS/BASF/Canyon) ※ライブ
- L'Âme de Baden Powell (1973年、Festival/Imagem)
- La Grande Réunion (1974年、Festival) ※with ステファン・グラッペリ
- 『饗宴』 - Grandezza on Guitar (1974年、CBS) ※with ハーブ・ゲラー、エバーハルト・ウェーバー
- Estudos (1974年、MPS/Saba)
- 『アパッショナード』 - Apaixonado (1975年、MPS/Saba)
- Baden Powell + Cordes - Mélancolie (1975年、Festival)
- Baden Powell canta Vinicius de Moraes e Paolo Cesar Pinheiro (1977年、Festival)
- Baden Powell (1978年、Musidisc) ※コンピレーション
- Nosso Baden (1980年、Atlantic/WEA)
- De Baden para Vinicius (1981年、WEA) ※ライブ
- Felicidades (1983年、Pläne/Iris/Kardum) ※ライブ
- 『セレナーデ』 - Violão em Brasileira (1988年、Idéia Livre) ※『Seresta Brasileira』として再発（日本盤もこちらがベース）
- 『ライヴ・アット・ザ・リオ・ジャズ・クラブ』 - At the Rio Jazz Club (1990年、Caju) ※ライブ
- 『オス・アフロ・サンバス 1990』 - Os Afro Sambas (1990年、Banco BMC) ※1966年のアルバムの再録音盤
- The Frankfurt Opera Concert 1975 (1992年、Tropical Music) ※ライブ
- 『スリー・オリジナルズ』 - Three Originals (1993年、MPS/Polygram) ※コンピレーション
- Live in Rio (1994年、Kuarup) ※ライブ
- Décembre 94 de Rio à Paris (1995年、Frémeaux & Associés)
- Live in Montreux, 22 Juillet 1995 (1996年、Frémeaux & Associés) ※ライブ
- 『アフロ幻想組曲』 - Suite Afro Consolação (1998年、Paddle Wheel)
- Baden Live à Bruxelles (1999年、Lua/Sunnyside) ※ライブ
- 『記憶』 - Lembranças (2000年、Tramar)
- Baden Powell de Aquino (2001年、Iris) ※コンピレーション
- O Universo Musical de Baden Powell (2002年、Universal, Sunnyside) ※コンピレーション。1964年-1977年録音
- Samba in Prelúdio - Quand tu t'en vas (2002年、Frémeaux & Associés)
- Frémeaux and Associates Recordings 1994-1996 (2003年、Frémeaux & Associés) ※コンピレーション
- Baden Powell (2003年、Universal)
- 『永遠のバーデン・パウエル〜ザ・ラスト・コンサート』 - O Eterno Baden Powell (2006年、Verita Note)

### 映像作品
- 『サラヴァ』 - Sarava (1969年) ※ピエール・バルー監督作。フランスの音楽家・俳優であるピエール・バルーがブラジルを訪れた際のドキュメンタリー映画。様々なミュージシャンを取材し、その中でバーデン・パウエルのインタビューやレコーディング風景などを見ることができる。
- 『ヴェリョ・アミーゴ〜バーデン・パウエルの音楽的世界』 - Velho Amigo - O Universo Musical De Baden Powell (2003年、Universal)